# Jermaine Taylor (basket-ball)
Pour les articles homonymes, voir Jermaine Taylor et Taylor.
Jermaine Taylor, né le 8 décembre 1986 à Tavares, aux États-Unis, est un joueur américain de basket-ball. Il évolue au poste d'arrière.